# Microplane

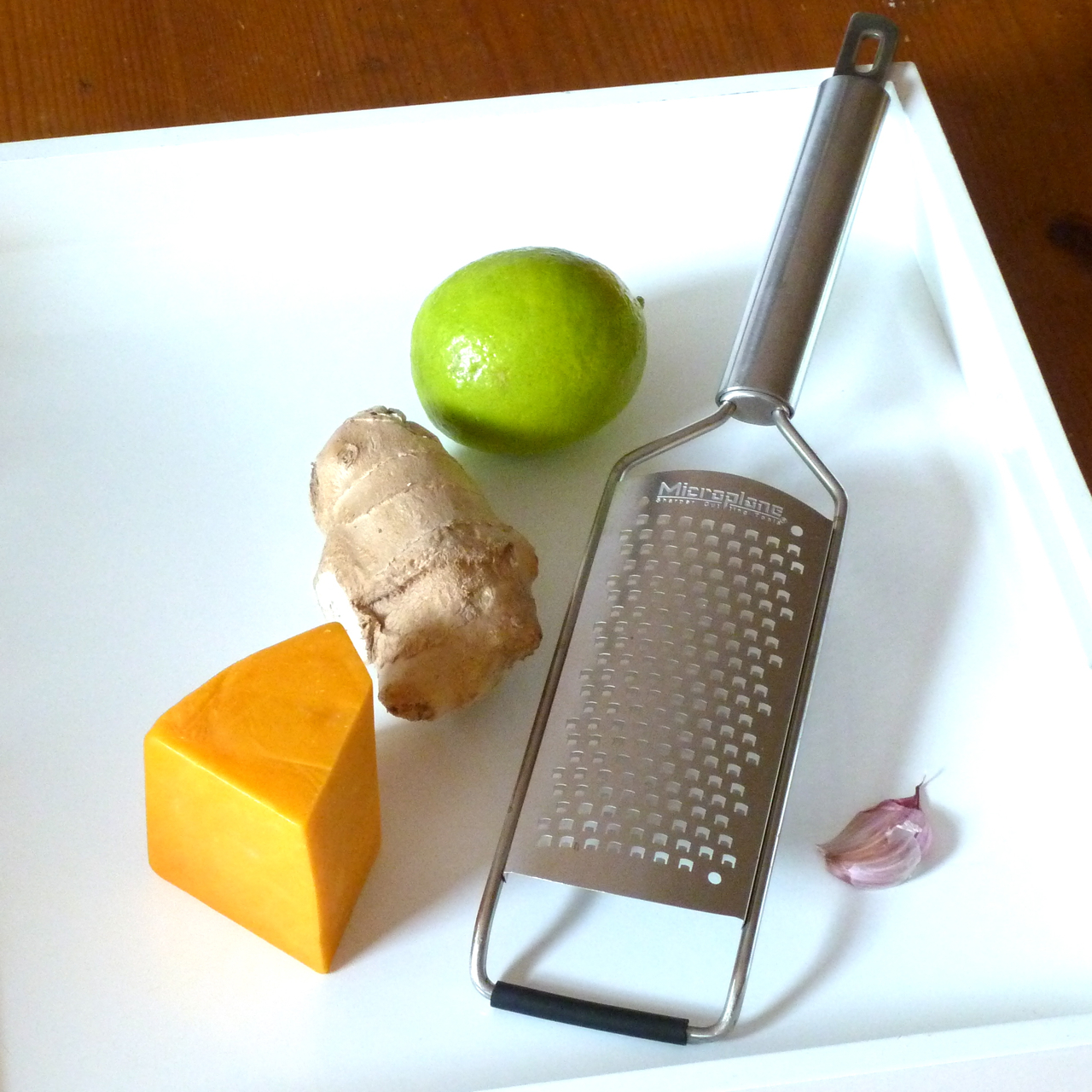
Een model Microplane met enkele etenswaren als voorbeeld om te raspen, zoals harde kaas, gemberwortel, limoen en knoflook.

Microplane is een sinds 1990 geregistreerde handelsnaam van Grace Manufacturing Inc, een familiebedrijf in Russellville (Arkansas), dat rasp-, slijp- en schuurgereedschappen maakt voor zowel de industrie als consumentenmarkt.

## Geschiedenis
Het bedrijf Grace Manufacturing is in 1966 opgericht als gereedschappen- en machinefabriek. In 1978 begon men met de foto-etstechniek, voor toepassingsgebieden waar precisie vereist is, zoals specialistische meet- en medische instrumenten. Vanaf 1990 werd de techniek ingezet voor raspen in de houtbewerkingsindustrie. Door de oppervlaktebehandeling van het materiaal blijft het gereedschap na langdurig gebruik scherp.

## Keukengereedschap
Volgens een anekdote was een Canadese huisvrouw haar botte keukenrasp beu en haalde ze uit de schuur van haar man een houtrasp van Grace om citrusschil voor haar sinaasappeltaart te raspen. Ze was verbaasd hoe fijn de schil werd.
Vanaf 1994 is Grace gereedschappen voor de (professionele) keuken gaan produceren:
- Kaasraspen - Afhankelijk van het type gevormde rasp-oppervlak kan er grof tot poederachtig mee worden geraspt. Vooral ook gebruikt voor het raspen en schaven van harde kazen, chocoladebrokken, verse gemberwortel enzovoort.
- Nootmuskaatraspen
- Zesteurs

## Persoonlijke verzorging
Attributen voor persoonlijke verzorging - zoals pedicure - werden in 2004 ontwikkeld en onder de handelsnaam Microplane verkocht.